# وحید موسائیان
وحید موسائیان (۱ فروردین ۱۳۴۸، خرم‌آباد) کارگردان ایرانی فیلم‌های کوتاه سینمایی و مستند است. وی از اعضای آکادمی فیلم آسیا پاسیفیک است و توانسته جوایزی از جشنواره‌های ایرانی و خارجی کسب کند.
وِی پسر نسرین جافری شاعر نوگرایِ معاصر است.

## فیلم‌شناسی
مجموعه فعالیت‌های موسائیان در زمینه فیلم و سریال در قالب مسئولیت‌های مختلف به شرح زیر است:

### کارگردان
- خط نجات (۱۴۰۰)
- وقتی برگشتم… (۱۳۹۴)
- فرزند چهارم (۱۳۹۱)
- گل‌چهره (۱۳۸۹)
- سرزمین گمشده (۱۳۸۶)
- گوشواره (۱۳۸۵)
- خانه روشن (۱۳۸۴)
- تنهایی باد (۱۳۸۳)
- آرزوهای زمین (۱۳۸۰)
- خاموشی دریا (۱۳۸۰)
- سمفونی ایران

### نویسنده
- وقتی برگشتم… (۱۳۹۴)
- فرزند چهارم (۱۳۹۱)
- گل‌چهره (۱۳۸۹)
- تنهایی باد (۱۳۸۳)
- آرزوهای زمین (۱۳۸۰)
- خاموشی دریا (۱۳۸۰)

### تهیه‌کننده
- وقتی برگشتم… (۱۳۹۴)
- فرزند چهارم (۱۳۹۱)
- گل‌چهره (۱۳۸۹)